# Laurent Pichon
Pour les articles homonymes, voir Pichon.
Laurent Pichon, né le 19 juillet 1986 à Quimper, est un coureur cycliste français professionnel de 2010 à 2023. Après sa carrière de coureur, il devient directeur sportif.

## Biographie

### Jeunesse et carrière amateur
Laurent Pichon commence le cyclisme en 1999, au CC Ergué-Gabéric. Il y effectue ses deux années minimes, puis rejoint le Moëlan CCPA à la suite d'un déménagement. En catégorie cadet, il obtient trois victoires.
En 2003, en catégorie junior, il gagne trois fois sur route et douze fois sur piste, dont le championnat de Bretagne du kilomètre, et participe aux championnats de France sur piste.
En 2007, il intègre le VC Pays de Lorient. Il obtient cette année-là son BTS Travaux publics,.
En 2008, il décide de se consacrer pleinement au cyclisme,. En mars, il est cependant victime d'une chute lors de la Route bretonne. Souffrant au genou, il ne peut reprendre la compétition qu'en juin. Il connaît néanmoins une fin de saison plus satisfaisante. En 2009, il est vainqueur à treize reprises sur route,, notamment lors du Grand Prix de Plouay amateurs, de la Route bretonne, de l'Essor breton.

### Carrière professionnelle

#### Chez Bretagne-Schuller de 2010 à 2012

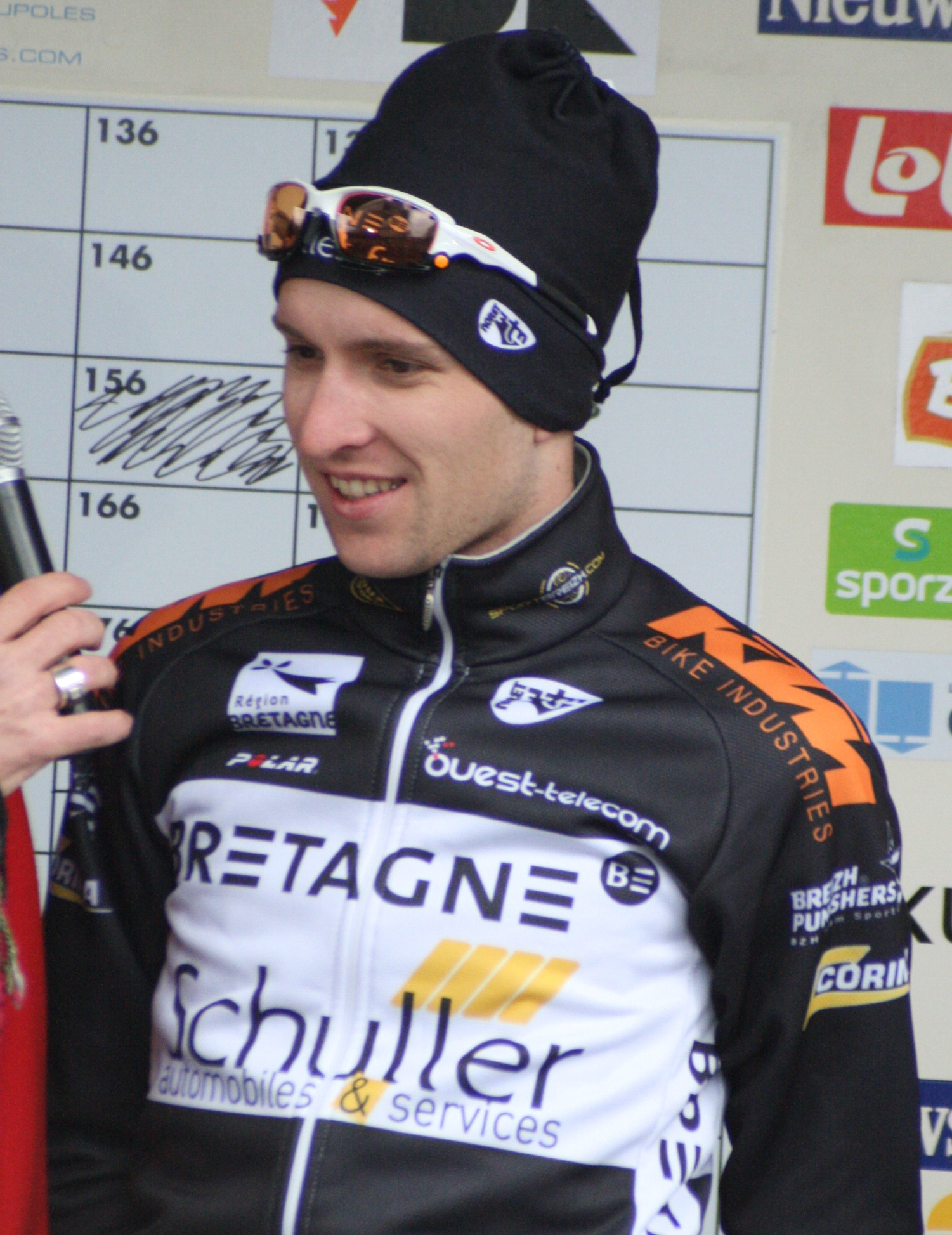
Laurent Pichon en 2011.

En 2010, Laurent Pichon devient coureur professionnel dans l'équipe Bretagne-Schuller. Durant le début de cette première saison, il est vainqueur d'étape du Circuit des plages vendéennes et du Tour de Normandie. Il monte ensuite sur le podium de la Route Adélie de Vitré, des Boucles de l'Aulne entre ses coéquipiers Jean-Luc Delpech et Romain Hardy, et de la Route bretonne. Sur piste, il devient  champion de France du scratch.
En 2011, outre une victoire d'étape au Circuit des Ardennes, et au classement général du Kreiz Breizh Elites, il obtient des places d'honneur importantes lors des Quatre jours de Dunkerque, où il est deuxième derrière Thomas Voeckler, et au Grand Prix de Francfort (5e).
En 2012, il remporte les Boucles de la Mayenne, se classe deuxième de la Route Adélie de Vitré, des Boucles de l'Aulne, cinquième de Paris-Tours et du Circuit de Lorraine, huitième des Quatre Jours de Dunkerque.

#### Chez FDJ (2013-2016)
En 2013, il est recruté par l'équipe FDJ. Il dispute le Tour d'Italie, son premier grand tour. Malgré une chute spectaculaire lors de la première étape, nécessitant la pose de cinq points de suture et la remise en place de deux dents, il parvient au terme de cette course.
En début de saison 2014, une chute lors de l'Étoile de Bessèges lui cause « une fêlure au niveau du scaphoïde et de la tête du radius ». De retour en compétition fin mars, il prend la troisième place de Paris-Camembert en avril. La suite de sa saison est toutefois perturbée par des douleurs au dos, dues à sa chute de début d'année. Il dispute le Tour d'Italie, dont Nacer Bouhanni gagne trois étapes, mais estime ne « pas [avoir] pu bien assurer [son] rôle d'équipier. » En fin de saison, il dispute le championnat du monde du contre-la-montre par équipes avec ses coéquipiers, et en prend la onzième place.

#### Fortuneo/Arkéa et retour en Bretagne (2017-2023)
De retour dans la formation bretonne du peloton professionnel après 4 années d'exil, il lève les bras à deux reprises en l'espace de seulement 5 jours, s'imposant d'abord sur la Classic Loire-Atlantique, où il résiste de justesse au retour du peloton, puis lors de la première étape de la Semaine Coppi et Bartali, où il bat au sprint son compagnon d'échappée Lilian Calmejane. Durant l'été, il participe pour la première fois de sa carrière au Tour de France et termine l'épreuve en cent-vingt-cinquième position. Début septembre, il termine neuvième du Grand Prix de Fourmies.
En 2018, il termine sixième de l'Arctic Race of Norway.
En août 2019, il termine quatorzième de la Polynormande.
En fin de contrat en fin d'année 2021, celui-ci est prolongé jusqu'en fin d'année 2022.
Il revient sur le Tour de France 2023, cinq ans après sa dernière apparition sur la Grande boucle. Il prend part à l'échappée de la 3e étape, en compagnie du maillot à pois Neilson Powless, ce qui lui permet d'être élu le coureur le plus combatif de l'étape.
La dernière course de sa carrière professionnelle est le Tour de Vendée 2023 qui voit son chef de file du jour Arnaud Démare l'emporter au sprint le 1er octobre.

### Carrière comme directeur sportif
Dans la continuité de son DEJEPS (diplôme d'État de la Jeunesse, de l'Éducation populaire et du Sport) passé en 2021 en parallèle de sa saison cycliste, il suit une formation à l'UCI sur la deuxième partie de l'année 2023 afin de valider sa certification de directeur sportif. Dès le début de saison 2024, il monte dans la voiture d'Arkéa comme observateur, au côté d'Yvon Ledanois ou de Roger Tréhin, sur les routes de l’Étoile de Bessèges, de la Classic Var et du Tour des Alpes-Maritimes,.
Il prend les rênes de l'équipe pour la première fois en Belgique, sur Le Samyn le 27 février 2024, course au cours de laquelle Jenthe Biermans monte sur la troisième marche du podium.

## Palmarès sur route

### Par années
| - 2007 - Grand Prix de Névez - 2008 - 3e du Grand Prix de Névez - 2009 - Tour de Belle-Isle-en-Terre - Grand Prix de Plouay amateurs - Route bretonne - Classement général de l'Essor breton - Grand Prix de la Pentecôte de Moncontour - 1re et 3e épreuves de la Ronde Finistérienne - Grand Prix de Beuzec-Conq - Grand Prix de Névez - 2e du Circuit du Morbihan - 2e du Tour de Belle-Île-en-Mer - 3e de Jard-Les Herbiers - 3e du Tour de Rhuys - 2010 - 5e étape du Circuit des plages vendéennes - 7e étape du Tour de Normandie - 2e de la Route Adélie de Vitré - 2e des Boucles de l'Aulne - 3e de la Route bretonne - 2011 - 3e étape du Circuit des Ardennes - Classement général du Kreiz Breizh Elites - 2e du Circuit des Ardennes - 2e des Quatre Jours de Dunkerque | - 2012 - Classement général des Boucles de la Mayenne - 2e de la Route Adélie de Vitré - 2e des Boucles de l'Aulne - 2013 - 3e de la Classic Loire-Atlantique - 2014 - 3e de Paris-Camembert - 2015 - 3e des Boucles de l'Aulne - 2017 - Vainqueur de la Coupe de France - Classic Loire-Atlantique - 1re étape a de la Semaine internationale Coppi et Bartali - Route Adélie de Vitré - 3e des Boucles de l'Aulne - 3e de la Polynormande - 2022 - 8e de Paris-Roubaix |  |

### Résultats sur les grands tours

#### Tour de France
3 participations
- 2017 : 125e
- 2018 : 98e
- 2023 : 124e

#### Tour d'Italie
2 participations
- 2013 : 163e
- 2014 : 129e

#### Tour d'Espagne
2 participations
- 2015 : 111e
- 2016 : abandon (11e étape)

### Classements mondiaux
| Année                                 | 2009  | 2010 | 2011 | 2012 | 2013 | 2014 | 2015 | 2016 | 2017 | 2018  | 2019  | 2020 | 2021 | 2022 | 2023 |
| ------------------------------------- | ----- | ---- | ---- | ---- | ---- | ---- | ---- | ---- | ---- | ----- | ----- | ---- | ---- | ---- | ---- |
| Classement mondial                    |       |      |      |      |      |      |      | 527e | 94e  | 1714e | 1564e | 577e | 544e | 291e | 728e |
| UCI Europe Tour                       | 1201e | 67e  | 21e  | 24e  |      |      |      | 333e | 15e  | 1125e | 1038e | 470e | 437e | 233e | nc   |
|                                       |       |      |      |      |      |      |      |      |      |       |       |      |      |      |      |
| Légende : nc = non classéSource : UCI |       |      |      |      |      |      |      |      |      |       |       |      |      |      |      |

## Palmarès sur piste

### Championnats de France
- 2004
  - 3e de la poursuite par équipes juniors
- 2010
  -  Champion de France du scratch
- 2011
  - 2e de la poursuite par équipes